# Acide mandélique
L'acide mandélique ou acide phénylglycolique est un composé aromatique et un acide alpha-hydroxylé de formule C6H5CH(OH)COOH. Il se présente sous la forme d'un solide cristallin blanc soluble dans l'eau et les solvants organiques polaires. Chiral, il existe sous la forme de deux énantiomères R et S ; le mélange racémique est connu sous le nom d'« acide paramandélique ». L'acide mandélique est un précurseur utile dans la synthèse de nombreux composés pharmaceutiques.

## Découverte et occurrences
L'acide mandélique a été découvert en 1831 par le pharmacien allemand Ferdinand Ludwig Winckler (1801–1868) en chauffant de l'amygdaline, un extrait de l'amande amère, avec de l'acide chlorhydrique dilué. Son nom vient d'ailleurs de l'allemand « Mandel », « amande ». Des dérivés de l'acide mandélique sont formés par le métabolisme de l'adrénaline et de la noradrénaline via l'action de la monoamine oxydase et de la catéchol-O-mëthyl transférase.
L'acide mandélique est également le produit de la biodégradation du styrène, et peut être détecté dans l'urine.

## Synthèse
L'acide mandélique est en général préparé par l'hydrolyse en milieu acide du mandélonitrile qui est la cyanhydrine du benzaldéhyde. Le mandélonitrile peut être préparé par réaction entre le benzaldéhyde et le bisulfite de sodium ; l'adduit ainsi obtenu est mis à réagir avec le cyanure de sodium pour former le mandélonitrile qui est ensuite hydrolysé :
L'acide mandélique peut aussi être préparé par hydrolyse en milieu basique de l'acide phénylchloroacétique et de la dibromacétophénone. Il peut enfin être obtenu en chauffant du phénylglyoxal en milieu alcalin,.
Il a été montré qu'il est possible d'obtenir de façon biotechnologique l'acide 4-hydroxymandélique et l'acide mandélique à partir de glucose par une souche génétiquement modifiée de levure Saccharomyces cerevisiae. L'enzyme hydroxymandélate synthase, naturellement présente dans la bactérie Amycolatopsis, fut incorporée dans cette souche sauvage de levure partiellement altérée par un échange de séquence génétique.

## Utilisations
L'acide mandélique a une longue histoire d'utilisation dans la communauté médicale comme antibactérien, en particulier dans le traitement des infections des voies urinaires. Il a également été utilisé comme antibiotique oral et comme composant des peelings chimiques du visage, comme d'autres acides alpha-hydroxylés.
Les médicaments cyclandélate et homatropine sont des esters de l'acide mandélique.
L'acide (-)mandélique peut aussi servir à séparer des racémiques (« résolution de racémiques ») basiques. En réagissant avec ces bases, ils forme de diastéréoisomères aux propriétés physiques différentes, ce qui permet ensuite de les séparer.